# Busiwka (Uman)
Busiwka (ukrainisch Бузівка; russisch Бузовка Busowka) ist ein Dorf im Westen der ukrainischen Oblast Tscherkassy mit 2200 Einwohnern (2010).

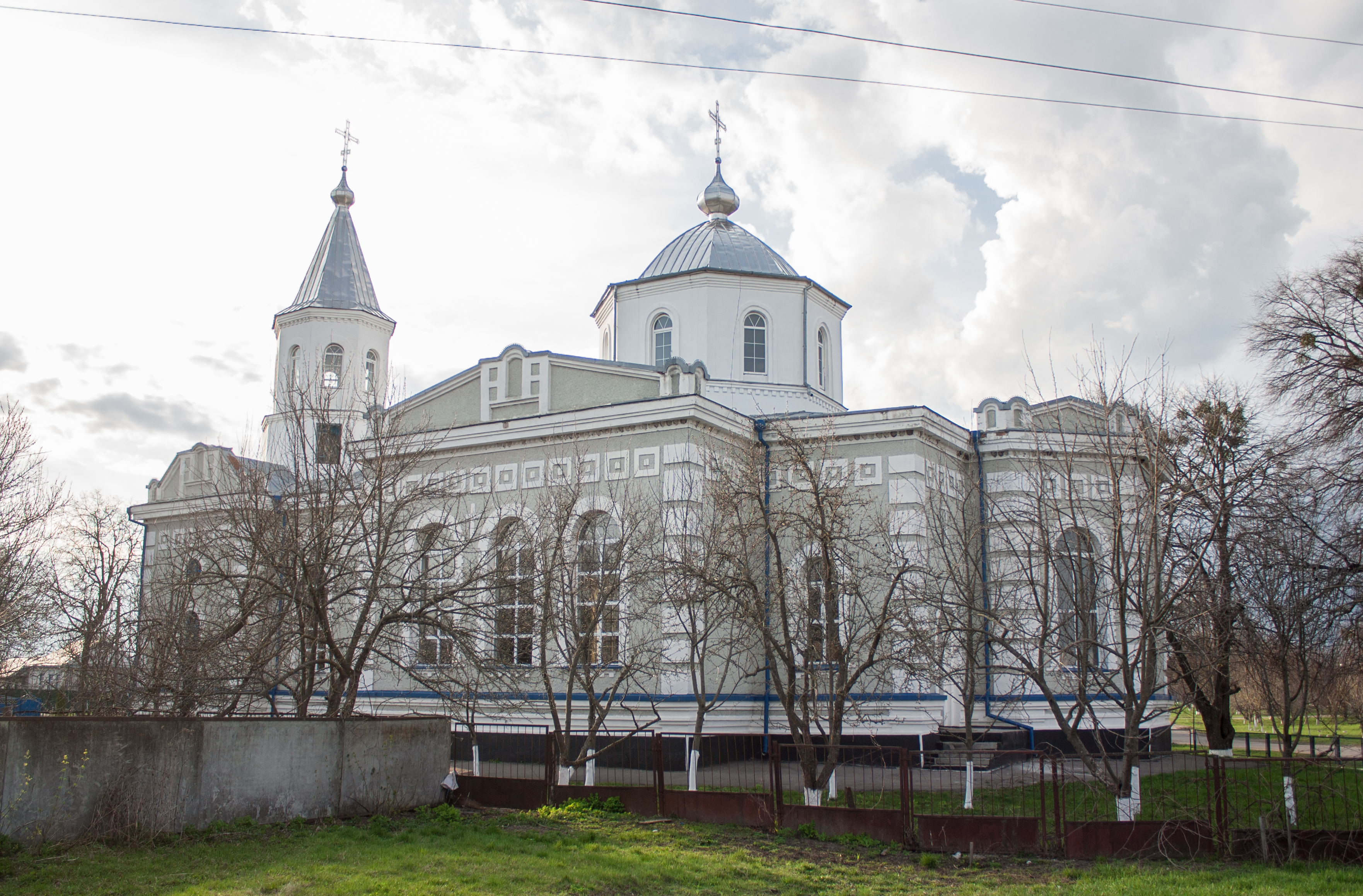
Kirche im Ort

## Geografische Lage
Die Ortschaft liegt im Dneprhochland auf einer Höhe von 209 m am Ufer des Hirskyj Tikytsch, 16 km südlich vom ehemaligen Rajonzentrum Schaschkiw und 180 km westlich vom Oblastzentrum Tscherkassy.
Durch das Gemeindegebiet verläuft die Fernstraße M 05/E 95.

## Geschichte
Das Dorf wurde erstmals auf einer Landkarte von Guillaume le Vasseur de Beauplan, der von 1630 bis 1648 im Dienst der polnischen Regierung den Bau von Festungen im Süden der Ukraine leitete, schriftlich erwähnt. Zwischen Herbst 1941 und dem 9. Januar 1944 war das Dorf von der Wehrmacht besetzt.
Am 16. August 2017 wurde das Dorf zum Zentrum der neugegründeten Landgemeinde Busiwka (ukrainisch Бузівська сільська громада/Busiwska silska hromada), zu dieser zählte auch das Dorf Selenyj Rih (Зелений Ріг), bis dahin bildete sie die gleichnamige Landratsgemeinde Busiwka (Бузівська сільська рада/Busiwska silska rada) im Süden des Rajons Schaschkiw.
Am 12. Juni 2020 wurde es dann Teil der Stadtgemeinde Schaschkiw.
Am 17. Juli 2020 kam es im Zuge einer großen Rajonsreform zum Anschluss des Rajonsgebietes an den Rajon Uman.

## Bevölkerungsentwicklung
Quellen: 1861; 1889; 1831, 1900, 1926, 1971; 2001; 2010